# Müllenbach (bei Adenau)
Müllenbach ist eine Ortsgemeinde im Landkreis Ahrweiler in Rheinland-Pfalz. Sie gehört der Verbandsgemeinde Adenau an.

## Geographie
Müllenbach wird von der Bundesstraße 257 durchquert, die den Ort mit Kelberg im Süden, Quiddelbach und Nürburg im Norden verbindet. Eine weitere Nachbargemeinde ist Wiesemscheid im Nordwesten.
Zu Müllenbach gehören auch die Wohnplätze Grube Rosalia und Heupenmühle.

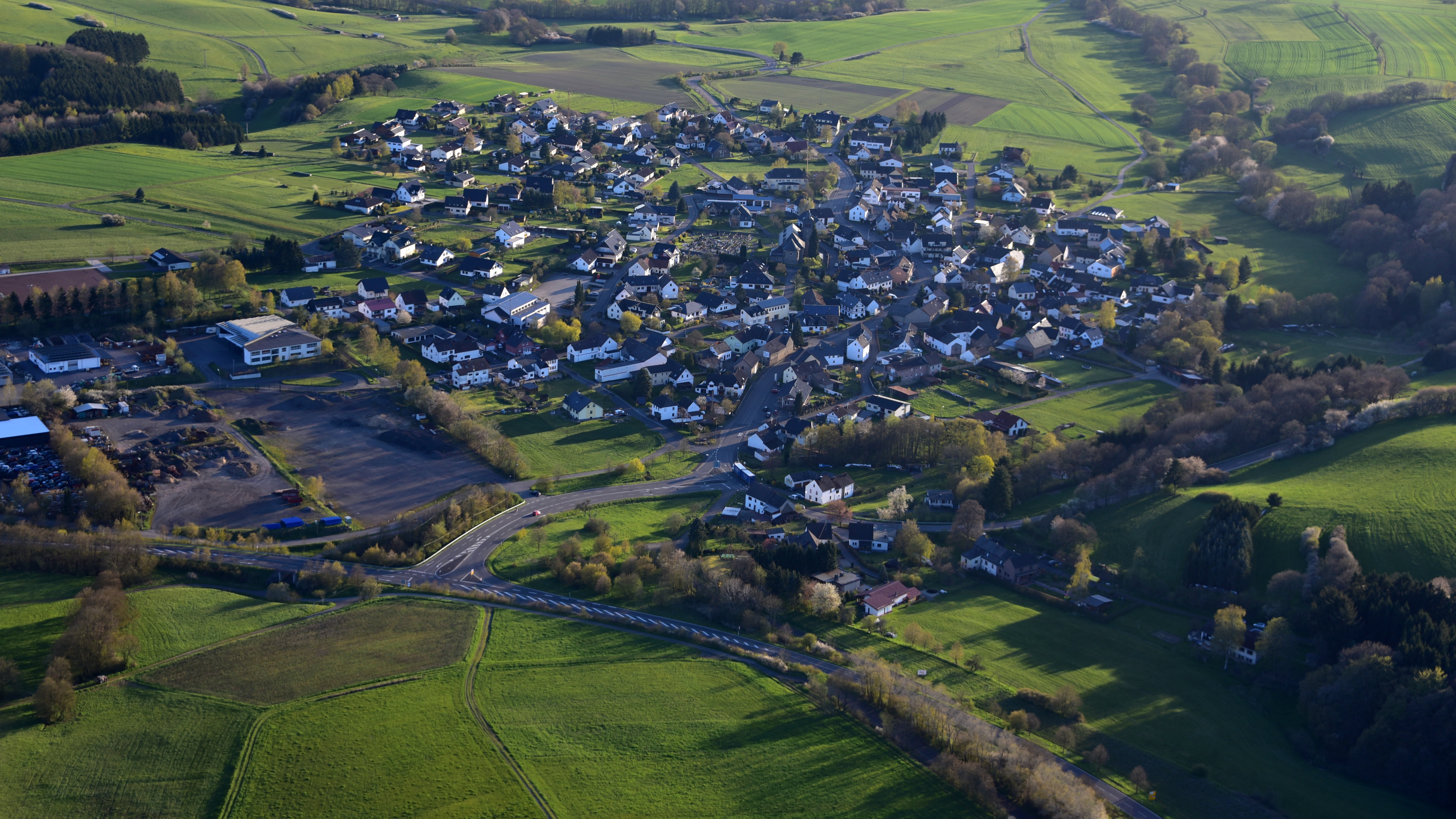
Müllenbach, Luftaufnahme (2016)

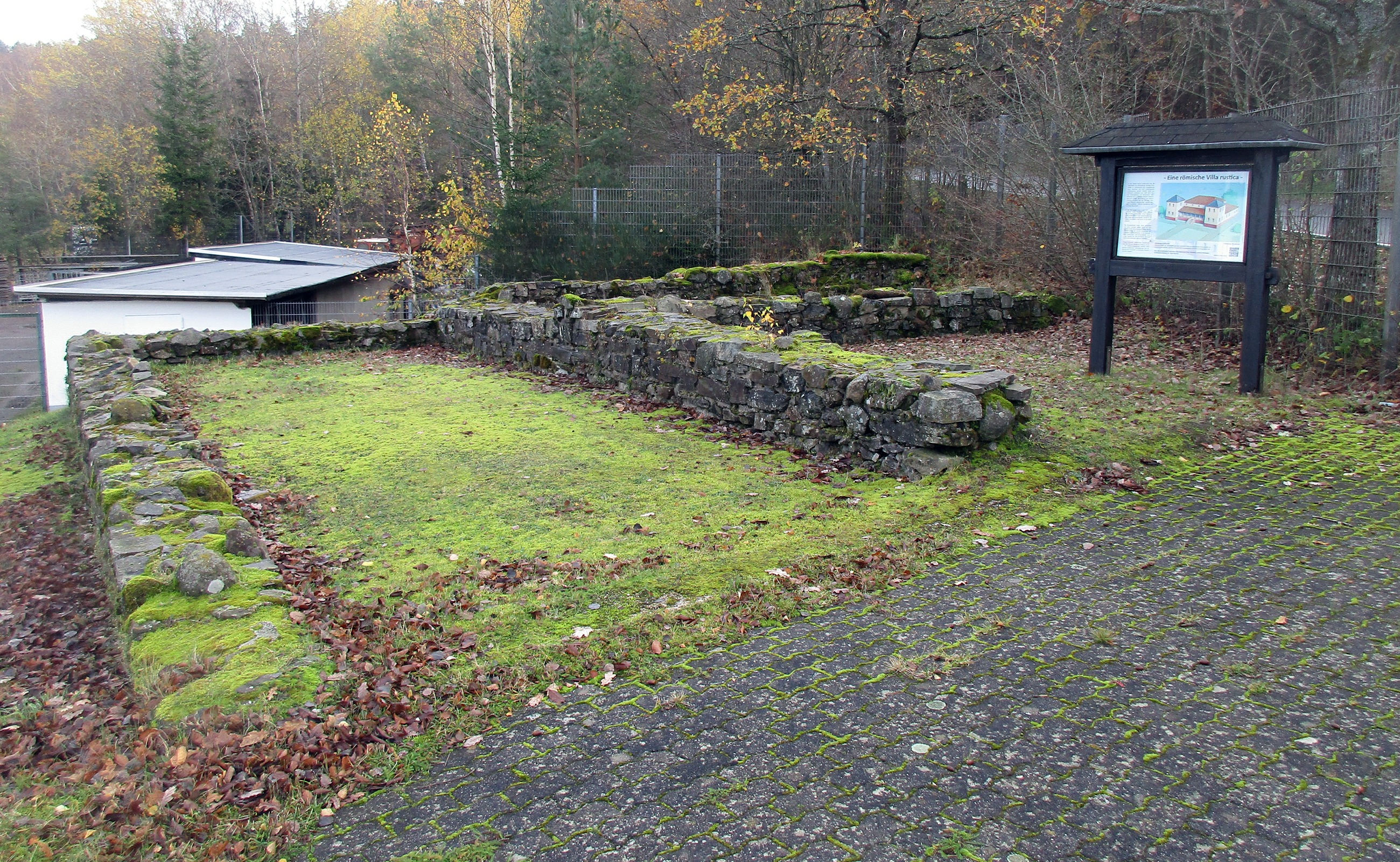
Römerzeitliche villa rustica an der Nürburgring-Südschleife bei Müllenbach (2020)

## Geschichte
Erstmals urkundlich erwähnt wurde der Ort unter dem Namen „Mohlenbach“ im Jahre 1398. Die Reste eines römischen Landhauses, das aus dem 2. oder 3. Jahrhundert stammen dürfte, deuten jedoch auf eine erste Besiedlung rund tausend Jahre früher hin.
Die heutige Ortsgemeinde ist vermutlich aus ursprünglich vier Höfen zusammengewachsen. Müllenbach gehörte bis 1427 den Herren von Daun und kam durch Kauf an Kurtrier in dessen Landesherrschaft der Ort bis Ende des 18. Jahrhunderts blieb. Der Ort stand unter der Verwaltung und dem Gericht des Amtes Daun. Das Kloster Maximin in Trier hatte grundherrliche Rechte. Kirchlich gehörte das ganze Amt Daun und damit auch Müllenbach zum Erzbistum Köln. Im 17. Jahrhundert wurden die grundherrlichen Rechte von den Bauern des Ortes abgekauft und damit das Lehnsverhältnis zur Abtei Maximin beendet, die Einwohner Müllenbachs wurden freie Bauern. Die erhaltene Gemeindeordnung aus dem Jahre 1754 umfasste 42 Artikel, es wurde jährlich ein Bürgermeister gewählt.
Im Jahre 1563 war Müllenbach mit 32 Feuerstellen (Haushalten) der viertgrößte Ort im Amt Daun. Durch den Dreißigjährigen Krieg und die Pestzeit (1628) zählte Müllenbach im Jahre 1652 nur 20 Familien.
In der Zeit der französischen Verwaltung ging der Ort 1798 an die Mairie Adenau im Kanton Adenau, der zum Arrondissement Bonn im Rhein-Mosel-Département gehörte. In der sich 1815 anschließenden preußischen Zeit gehörte Müllenbach zur Bürgermeisterei Kelberg im Kreis Adenau und zum Regierungsbezirk Koblenz. Nachdem der Kreis Adenau 1932 aufgelöst worden war, kam Müllenbach zum Kreis Ahrweiler. Seit 1946 ist der Ort Teil des damals neu gebildeten Landes Rheinland-Pfalz.

## Politik

### Bürgermeister
Matthias Rieder ist seit dem 2. Oktober 2019 Ortsbürgermeister von Müllenbach.
Rieders Vorgänger als Ortsbürgermeister war Udo Mergen, der 2019 nicht mehr als Ortsbürgermeister kandidiert hatte.

### Wappen
Die Blasonierung des Wappens lautet: „Eine schräglinke blaue Wellenleiste, oben ein rotes Mühlrad. Unten der Mittelteil eines roten Schräggitters mit nur einer Öffnung, begleitet unten rechts von einer roten Ähre, oben links von einer roten Bischofsstabkrümme.“
Das Mühlrad und die Wellenleiste als Symbol für einen Bachlauf weisen als „redende Wappenteile“ auf den Ortsnamen hin. Das rote Schräggitter in Gold stammt aus dem Wappen der Grafen von Daun, den ursprünglichen Landesherren Müllenbachs. Die Schutzpatrone der Pfarrkirche von Müllenbach sind Servatius und Dorothea. Der Bischofsstab im Wappen ist das Attribut des Servatius, die Ähre als Frucht das Attribut der Dorothea.
Das Wappen wurde am 20. Dezember 1993 genehmigt.